# Ятранська сільська рада
| Ятранська сільська рада — колишній орган місцевого самоврядування у Новоархангельському районі Кіровоградської області з адміністративним центром у с. Ятрань. Сільській раді підпорядковані населені пункти: - с. Ятрань - с. Вербівка - с. Зрубанці |

## Склад ради
Рада складається з 12 депутатів та голови.

### Керівний склад ради
| ПІБ                         | Основні відомості                                                               | Дата обрання | Дата звільнення |
| --------------------------- | ------------------------------------------------------------------------------- | ------------ | --------------- |
| Полякова Ніна Володимирівна | Сільський голова, 1961 року народження, освіта, позапартійна                    | 26.03.2006   | 31.10.2010      |
| Полякова Ніна Володимирівна | Сільський голова, 1961 року народження, освіта середня спеціальна, позапартійна | 31.10.2010   |                 |

Примітка: таблиця складена за даними джерела

## Населення
За переписом населення України 2001 року в сільській раді мешкало 519 осіб.

### Мова
Розподіл населення за рідною мовою за даними перепису 2001 року:
| Мова       | Відсоток |
| ---------- | -------- |
| українська | 98,84 %  |
| російська  | 1,16 %   |